# Växjö kommun
Växjö kommun är en kommun i Kronobergs län. Centralort är Växjö som också är länets residensstad.
Kommunen är belägen på den södra sidan av Sydsvenska höglandet. Majoriteten av befolkningen är sysselsatta inom service- och tjänstesektorn samt inom offentlig förvaltning. 
Befolkningstillväxten har varit kraftig sedan kommunen bildades på 1970-talet med en ökning på över 60 procent fram till början på 2020-talet. Efter valet 2006 har kommunen styrts av Alliansen, sedan 2014 i koalition med Miljöpartiet. April 2021 lämnar miljöpartiet den styrande majoriteten.

## Administrativ historik
Kommunens område motsvarar socknarna: Aneboda, Asa, Berg, Bergunda, Drev, Dädesjö, Dänningelanda, Furuby, Gårdsby, Hemmesjö, Hornaryd, Jät, Kalvsvik, Nöbbele, Ormesberga, Sjösås, Söraby, Tegnaby, Tjureda, Tolg, Tävelsås, Uråsa, Vederlöv, Växjö, Öja, Öjaby, Ör och Östra Torsås. I dessa socknar bildades vid kommunreformen 1862 landskommuner med motsvarande namn. I området fanns även Växjö stad som 1863 bildade en stadskommun. 
Växjö Östregårds municipalsamhälle inrättades i Växjö landskommun 12 december 1919 och upplöstes 1940 när hela landskommunen införlivades i Växjö stad. 
1941 inkorporerades Hemmesjö landskommun i Tegnaby landskommun.
Vid kommunreformen 1952 bildades ett antal "storkommuner" i området: Bergunda (av de tidigare kommunerna Bergunda, Öja och Öjaby), Braås (av Drev, Dädesjö, Hornaryd och Sjösås), Lammhult (av Aneboda, Asa och Berg), Linneryd (av Linneryd och Nöbbele), Mellersta Kinnevald (av Dänningelanda, Kalvsvik, Tävelsås och Vederslöv), Moheda (av Mistelås, Moheda, Ormesberga, Slätthög och Ör), Rottne (av Gårdsby, Söraby, Tjureda och Tolg), Väckelsång (av Jät, Uråsa och Väckelsång) och Östra Torsås (av Tegnaby och Östra Torsås). Samtidigt uppgick Furuby landskommun i Hovmantorps köping medan Växjö stad förblev opåverkad.
Växjö kommun bildades vid kommunreformen 1971 av Växjö stad, landskommunerna Bergunda, Braås, Lammhult, Mellersta Kinnevald, Rottne och Östra Torsås, samt en del ur Hovmantorps köping (Furuby församling), en del ur Linneryds landskommun (Nöbbele församling), en del ur Väckelsångs landskommun (Jät och Uråsa församlingar) och en del ur Moheda landskommun (Ormesberga och Örs församlingar).
Kommunen ingår sedan bildandet i Växjö domsaga.

## Geografi
Kommunen är belägen i de centrala delarna av landskapet Småland. Växjö kommun gränsar i öster till Uppvidinge kommun och Lessebo kommun, i söder till Tingsryds kommun och i väster till Alvesta kommun i Kronobergs län samt i norr till Sävsjö kommun och Vetlanda kommun i Jönköpings län.
Växjö kommun ligger i Värend, ett av Smålands traditionella små länder.

### Topografi och hydrografi
Kommunen är belägen på den södra sidan av Sydsvenska höglandet. Från söder till norr är höjdskillnaden i området ungefär 170 meter. Barrskogsklädd morän täcker berggrunden som i huvudsak består av granit och porfyr. Det förekommer flera stråk av isälvsavlagringar där de mest betydande är Växjöåsen och Dädesjöåsen. Kring sjön Åsnen och i Mörrumsåns dalgång finns finkorniga sedimentjordar där det finns större områden med odlingsmark. Bland större sjöar återfinns Helgasjön, med öarna Helgö och Hissö, norr om centralorten och Åsnen i söder.

### Naturskydd
I kommunen finns 28 naturreservat. Delar av ön Hissö blev naturreservat redan 1944 men 2016 blev hela ön, inklusive omgivande vatten och småöar naturreservat. Det är i synnerhet bokskogen, gamla tallar och det rika fågellivet som bedömts ha ett skyddsvärde. Ett annat exempel är Asa domänreservat som skyddades 1956 innan det blev naturreservat 1996. Större delen av området består av myrmark.

### Administrativ indelning

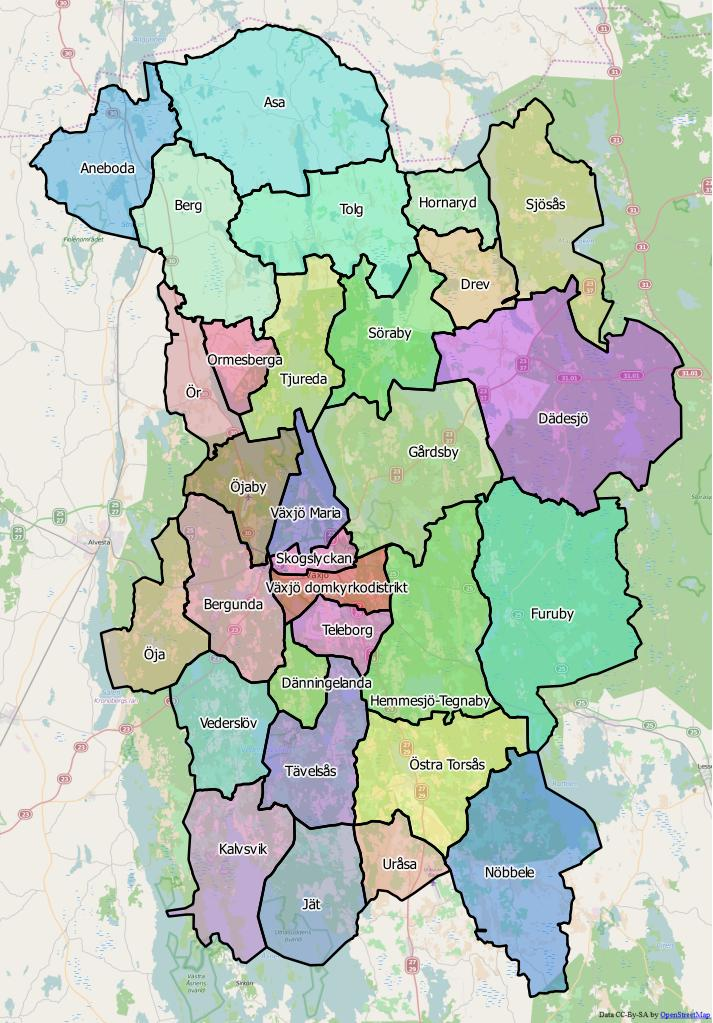
Distrikt inom Växjö kommun

Fram till 2016 var kommunen för befolkningsrapportering indelad i 13 församlingar – Dädesjö, Gemla, Gårdsby, Hemmesjö-Furuby, Ingelstad, Kalvsvik, Lammhult, Sjösås, Söraby, Tävelsås, Vederslöv, Växjö stads- och domkyrkoförsamling samt Öjaby. 
Från 2016 indelas kommunen istället i följande distrikt:
| De 30 distrikten i Växjö kommun |
| --- |
| - Aneboda - Asa - Berg - Bergunda - Drev - Dädesjö - Dänningelanda - Furuby - Gårdsby - Hemmesjö-Tegnaby - Hornaryd - Jät - Kalvsvik - Nöbbele - Ormesberga - Sjösås - Skogslyckan - Söraby - Teleborg - Tjureda - Tolg - Tävelsås - Uråsa - Vederlöv - Växjö domkyrkodistrikt - Växjö Maria - Öja - Öjaby - Ör - Östra Torsås |

### Tätorter
Det finns 11 tätorter i Växjö kommun.
I tabellen presenteras tätorterna i storleksordning per den 31 december 2015. Centralorten är i fet stil.
| Nr | Tätort    | Befolkning |
| -- | --------- | ---------- |
| 1  | Växjö     | 65 383     |
| 2  | Rottne    | 2 395      |
| 3  | Ingelstad | 1 792      |
| 4  | Lammhult  | 1 694      |
| 5  | Braås     | 1 692      |
| 6  | Gemla     | 1 462      |
| 7  | Åryd      | 687        |
| 8  | Åby       | 433        |
| 9  | Furuby    | 368        |
| 10 | Tävelsås  | 351        |
| 11 | Nöbbele   | 256        |

## Styre och politik

### Styre
| År        | Partier | Partier | Partier | Partier | Partier | Partier |
| --------- | ------- | ------- | ------- | ------- | ------- | ------- |
| 1994–1998 | S       | V       | MP      |         |         |         |
| 1998–2002 | S       | V       | MP      |         |         |         |
| 2002–2006 | S       | V       | MP      |         |         |         |
| 2006–2010 | M       | C       | FP      | KD      |         |         |
| 2010–2014 | M       | C       | FP      | KD      |         |         |
| 2014–2018 | M       | C       | MP      | L       | KD      |         |
| 2018–2022 | M       | C       | MP      | L       | KD      |         |
| 2022–     | S       | V       | MP      |         |         |         |

### Kommunfullmäktige

#### Presidium
| Presidium 2022–2026    | Presidium 2022–2026 | Presidium 2022–2026  |
| ---------------------- | ------------------- | -------------------- |
| Ordförande             | S                   | Rose-Marie Holmqvist |
| Förste vice ordförande | S                   | Alf Skogmalm         |
| Andre vice ordförande  | M                   | Bo Frank             |

#### Lista över kommunfullmäktiges ordförande
| Namn | Namn                 | Från | Till | Politisk tillhörighet |
| ---- | -------------------- | ---- | ---- | --------------------- |
|      | Ingvar Dominique     | 1971 | 1982 | Moderaterna           |
|      | Ragnar Munther       | 1982 | 1988 | Centerpartiet         |
|      | Åke Eriksson         | 1988 | 1991 | Socialdemokraterna    |
|      | Rune Rydén           | 1991 | 1994 | Folkpartiet           |
|      | Åke Eriksson         | 1994 | 2006 | Socialdemokraterna    |
|      | Nils Posse           | 2006 | 2014 | Moderaterna           |
|      | Benny Johansson      | 2014 | 2016 | Moderaterna           |
|      | Bo Frank             | 2017 | 2022 | Moderaterna           |
|      | Rose-Marie Holmqvist | 2022 |      | Socialdemokraterna    |

#### Mandatfördelning 1970–2022
|  | 25 | 16 | 8 | 10 |

| 54 |

|  | 24 | 20 | 4 |  | 10 |

| 51 | 10 |

|  | 24 | 18 | 6 | 11 |

| 44 | 17 |

| 4 | 22 | 14 | 6 |  | 13 |

| 41 | 20 |

| 5 | 23 |  | 12 |  |  | 15 |

| 44 | 17 |

| 6 | 22 |  | 9 | 7 | 15 |

| 43 | 18 |

| 6 | 21 | 4 | 9 | 7 |  | 12 |

| 41 | 20 |

| 6 | 17 |  |  | 9 | 6 | 4 | 15 |

| 37 | 24 |

| 8 | 22 | 3 | 8 | 3 |  | 15 |

| 34 | 27 |

| 9 | 20 |  | 6 |  | 6 | 16 |

| 32 | 29 |

| 7 | 22 | 3 | 6 | 5 | 5 | 13 |

| 33 | 28 |

| 6 | 20 | 3 |  | 6 | 4 | 4 | 16 |

| 35 | 26 |

| 4 | 19 | 5 |  | 5 | 4 |  | 20 |

| 33 | 28 |

| 4 | 20 | 4 | 4 | 6 |  |  | 19 |

| 32 | 29 |

| 5 | 19 | 3 | 5 | 5 | 3 | 3 | 18 |

| 35 | 26 |

| 5 | 22 |  | 7 | 3 |  | 3 | 17 |

| 33 | 28 |

### Nämnder

#### Kommunstyrelse
| Presidium 2023–2026    | Presidium 2023–2026 | Presidium 2023–2026 |
| ---------------------- | ------------------- | ------------------- |
| Ordförande             | S                   | Malin Lauber        |
| Förste vice ordförande | V                   | Maria Garmer        |
| Andre vice ordförande  | M                   | Pernilla Tornéus    |

#### Lista över kommunstyrelsens ordförande
| Namn | Namn                | Från             | Till             | Politisk tillhörighet |
| ---- | ------------------- | ---------------- | ---------------- | --------------------- |
|      | Sten Sandström      | 1971             | 1973             | Socialdemokraterna    |
|      | Sune Svantesson     | 1973             | 1982             | Centerpartiet         |
|      | Martin Ekdahl       | 1982             | 1988             | Moderaterna           |
|      | Sven-Åke Andersson  | 1988             | 1991             | Socialdemokraterna    |
|      | Bo Frank            | 1991             | 1994             | Moderaterna           |
|      | Carl-Olof Bengtsson | 1994             | 2006             | Socialdemokraterna    |
|      | Bo Frank            | 2006             | 2016             | Moderaterna           |
|      | Anna Tenje          | 1 januari 2017   | 23 november 2022 | Moderaterna           |
|      | Pernilla Tornéus    | 23 november 2022 | 31 december 2022 | Moderaterna           |
|      | Malin Lauber        | 1 januari 2023   |                  | Socialdemokraterna    |

#### Övriga nämnder
| Nämnd                                | Ordförande | Ordförande          | Vice ordförande | Vice ordförande   | Andre vice ordförande | Andre vice ordförande |
| ------------------------------------ | ---------- | ------------------- | --------------- | ----------------- | --------------------- | --------------------- |
| Miljö- och byggnadsnämnden           | S          | Lisa Larsson        | MP              | Pernilla Bodin    | M                     | Benjamin Stynsberg    |
| Kultur- och fritidsnämnden           | S          | Martina Forsberg    | V               | Frida Sandstedt   | L                     | Michael Färdig        |
| Nämnden för Arbete och Välfärd       | S          | Martin Edberg       | MP              | Magnus P. Wåhlin  | M                     | Suzanne Frank         |
| Omsorgsnämnden                       | S          | Tomas Thornell      | V               | Kristian Rappner  | M                     | Sofia Stynsberg       |
| Samhällsbyggnadsnämnden              | S          | Otto Lindlöf        | MP              | Cheryl Jones Fur  | KD                    | Jon Malmqvist         |
| Utbildningsnämnden                   | S          | Julia Berg          | V               | Björn Kleinhenz   | M                     | Anton Olsson          |
| Servicenämnden                       | S          | Arijeta Reci        | V               | Pernilla Ramström | KD                    | Kaj-Mikael Petersson  |
| Valnämnden                           | S          | Bengt-Göran Sandell | KD              | Gustaf Bergström  |                       |                       |
| Revisionen                           | M          | Sigvard Jakobsosn   | V               | Örjan Mossberg    |                       |                       |
| Överförmyndarnämnden Östra Kronoberg | MP         | Magnus P Wåhlin     | S               | Ragnhild Olsson   |                       |                       |

Källa:

### Vänorter
I Norden:
- Lojo, Finland
- Skagaströnd, Island
- Ringerike, Hönefoss, Norge
- Åbenrå, Danmark

I övriga Europa:
- Kaunas, Litauen
- Almere, Nederländerna
- Pobiedziska, Polen
- Lancaster, England
- Schwerin, Tyskland
- Kalusj, Ukraina

Utanför Europa:
- Duluth, Minnesota, USA

## Ekonomi och infrastruktur

### Näringsliv
Service- och tjänstesektorn och offentlig förvaltning ger majoriteten av kommunens arbetstillfällen. Exempelvis är Länsförvaltningen, Rikspolisstyrelsen, Centrallasarettet och Sankt Sigfrids sjukhus samt Linnéuniversitetet och Sankt Sigfrids folkhögskola alla belägna i centralorten. I kommunen finns också flera kunskapsintensiva och högteknologiska företag. Ungefär 8 procent av arbetstillfällena finns inom tillverkningsindustrin där exempel på företag är Volvo Construction Equipment som tillverkar dumprar och Rottne Industri som tillverkar skogsmaskiner.

### Infrastruktur

#### Transporter
I riktning från nordväst till sydost genomskärs kommunen av Kust till kust-banan. SJ:s fjärrtåg trafikerar sträckan mellan Göteborg, Alvesta (med anslutning till Södra stambanan) och Kalmar med station i Växjö. Öresundstågs fjärrtåg trafikerar sträckan Kalmar, Alvesta och Malmö. Regiontågen Krösatågen trafikerar sträckan Växjö, Jönköping. I kommunen möts riksvägarna 23, 25, 27, 29, 30 och 37.

#### Utbildning och forskning
År 2022 fanns 40 kommunala grundskolor med ett flertal olika profiler samt sex fristående. Bland de fristående hade flera av skolorna olika profiler däribland Internationella engelska skolan, Växjö islamiska skola och Växjö montessoriskola. Det fanns då tre gymnasieskolor i kommunal regi – Kungsmadsskolan, Katedralskolan och Teknikum. Kungsmadsskolan inkluderar Växjö idrottsgymnasium.
I kommunen finns också Linnéuniversitetet, tidigare Växjö universitet och Högskolan i Växjö. I början av 2020-talet hade universitetet omkring 41 000 registrerade studenter varav 17 000 var helårsstudenter. Vid universitetet bedrivs även forskning. År 2021 var andelen  personer med minst tre års eftergymnasial utbildning i åldersgruppen 25-64 år 32 procent vilket var något högre än genomsnittet för riket där motsvarande siffra var 29,6 procent.

## Befolkning

### Demografi

#### Befolkningsutveckling
Kommunen har 98 334 invånare (31 december 2024), vilket placerar den på 22:a plats avseende folkmängd bland Sveriges kommuner.
| Befolkningsutvecklingen i Växjö kommun 1810–2020      | Befolkningsutvecklingen i Växjö kommun 1810–2020 | Befolkningsutvecklingen i Växjö kommun 1810–2020 | Befolkningsutvecklingen i Växjö kommun 1810–2020 | Befolkningsutvecklingen i Växjö kommun 1810–2020 |
| ----------------------------------------------------- | ------------------------------------------------ | ------------------------------------------------ | ------------------------------------------------ | ------------------------------------------------ |
|                                                       |                                                  |                                                  |                                                  |                                                  |
| År                                                    |                                                  |                                                  | Folkmängd                                        |                                                  |
| 1810                                                  | 1810                                             |                                                  | 21 600                                           |                                                  |
| 1850                                                  | 1850                                             |                                                  | 31 666                                           |                                                  |
| 1900                                                  | 1900                                             |                                                  | 36 819                                           |                                                  |
| 1950                                                  | 1950                                             |                                                  | 43 516                                           |                                                  |
| 1960                                                  | 1960                                             |                                                  | 46 344                                           |                                                  |
| 1968                                                  | 1968                                             |                                                  | 56 004                                           |                                                  |
| 1970                                                  | 1970                                             |                                                  | 59 019                                           |                                                  |
| 1980                                                  | 1980                                             |                                                  | 64 661                                           |                                                  |
| 1990                                                  | 1990                                             |                                                  | 69 547                                           |                                                  |
| 2000                                                  | 2000                                             |                                                  | 73 901                                           |                                                  |
| 2010                                                  | 2010                                             |                                                  | 83 005                                           |                                                  |
| 2020                                                  | 2020                                             |                                                  | 94 859                                           |                                                  |
| Anm: All statistik baserar sig på dagens kommungräns. |                                                  |                                                  |                                                  |                                                  |

#### Utländsk bakgrund
Den 31 december 2014 utgjorde antalet invånare med utländsk bakgrund (utrikes födda personer samt inrikes födda med två utrikes födda föräldrar) 18 339, eller 21,09 % av befolkningen (hela befolkningen: 86 970 den 31 december 2014).

#### Invånare efter de vanligaste födelseländerna
Den 31 december 2014 utgjorde folkmängden i Växjö kommun 86 970 personer. Av dessa var 14 190 personer (16,3 %) födda i ett annat land än Sverige. I denna tabell har de nordiska länderna samt de 12 länder med flest antal utrikes födda (i hela riket) tagits med. En person som inte kommer från något av de här 17 länderna har istället av Statistiska centralbyrån förts till den världsdel som deras födelseland tillhör.
| Födelseland      | Födelseland                       | Födelseland |
| ---------------- | --------------------------------- | ----------- |
| 31 december 2014 |                                   |             |
| 1                | Sverige                           | 72 780      |
| 2                | Europeiska unionen: Övriga länder | 1 677       |
| 3                | Irak                              | 1 646       |
| 4                | Asien: Övriga länder              | 1 421       |
| 5                | Somalia                           | 1 136       |
| 6                | Bosnien och Hercegovina           | 1 119       |
| 7                | / SFR Jugoslavien/FR Jugoslavien  | 923         |
| 8                | Sydamerika                        | 822         |
| 9                | Europa utom EU: Övriga länder     | 737         |
| 10               | Afrika: Övriga länder             | 671         |
| 11               | Polen                             | 489         |
| 11               | Syrien                            | 489         |
| 13               | Tyskland                          | 482         |
| 14               | Iran                              | 397         |
| 15               | Finland                           | 364         |
| 16               | Nordamerika                       | 290         |
| 17               | Kina                              | 285         |
| 18               | Thailand                          | 270         |
| 19               | Afghanistan                       | 268         |
| 20               | Danmark                           | 258         |
| 21               | Turkiet                           | 156         |
| 22               | Norge                             | 155         |
| 23               | Island                            | 75          |
| 24               | Sovjetunionen                     | 22          |
| 25               | Oceanien                          | 21          |
| 26               | Okänt födelseland                 | 17          |

## Kultur

### Kulturarv
Invid Helgasjön finns Kronobergs slottsruin, byggd som biskopsborg. Som en viktig del I att försvara den svenska gränsen mot Danmark byggdes slottet ut av Gustav Vasa och hans söner. Ett annat kulturarv är Teleborgs slott, uppfört år 1900 av Fredrik Bonde som morgongåva till sin hustru Anna Koskull.

### Kommunvapen
Blasonering: I fält av silver en av en vågskura bildad blå stam och däröver en naturfärgad bild av S:t Sigfrid, stående, klädd i röd klädnad och med gloria av guld samt hållande i högra handen en kräkla och i vänstra en kyrka, båda av guld.
Växjö stads vapen fastställdes 1939. Efter kommunbildningen 1971 ville statsheraldikern att man skulle ersätta vapnet med en mer överskådlig komposition. Kommunen önskade dock behålla stadens vapen och lät registrera detta i Patent- och registreringsverket år 1974.